# Saint-Estèphe (Gironde)
Saint-Estèphe település Franciaországban, Gironde megyében. Lakosainak száma 1629 fő (2022. január 1.). Saint-Estèphe Saint-Seurin-de-Cadourne, Cissac-Médoc, Pauillac, Vertheuil, Braud-et-Saint-Louis, Saint-Androny és Saint-Ciers-sur-Gironde községekkel határos.

## Népesség
A település népessége az elmúlt években az alábbi módon változott:
| Lakosok száma | 2171 | 2118 | 1918 | 1683 | 1650 | 1633 | 1615 | 1592 | 1604 | 1629 |
|               | 1968 | 1982 | 1990 | 2006 | 2013 | 2015 | 2017 | 2019 | 2020 | 2022 |